# Riodocea
Riodocea é um género botânico pertencente à família Rubiaceae.